# Dunaliella salina
Dunaliella salina es un tipo de microalga halófila que se conoce por su actividad antioxidante, y es usada en cosméticos y en suplementos nutricionales. 
Es la responsable de que las salinas se vean rojizas, ya que es una gran productora de carotenoides, especialmente el beta-caroteno. Son las condiciones de estrés salino y luminoso, lo que hace que tengan esta reacción. 

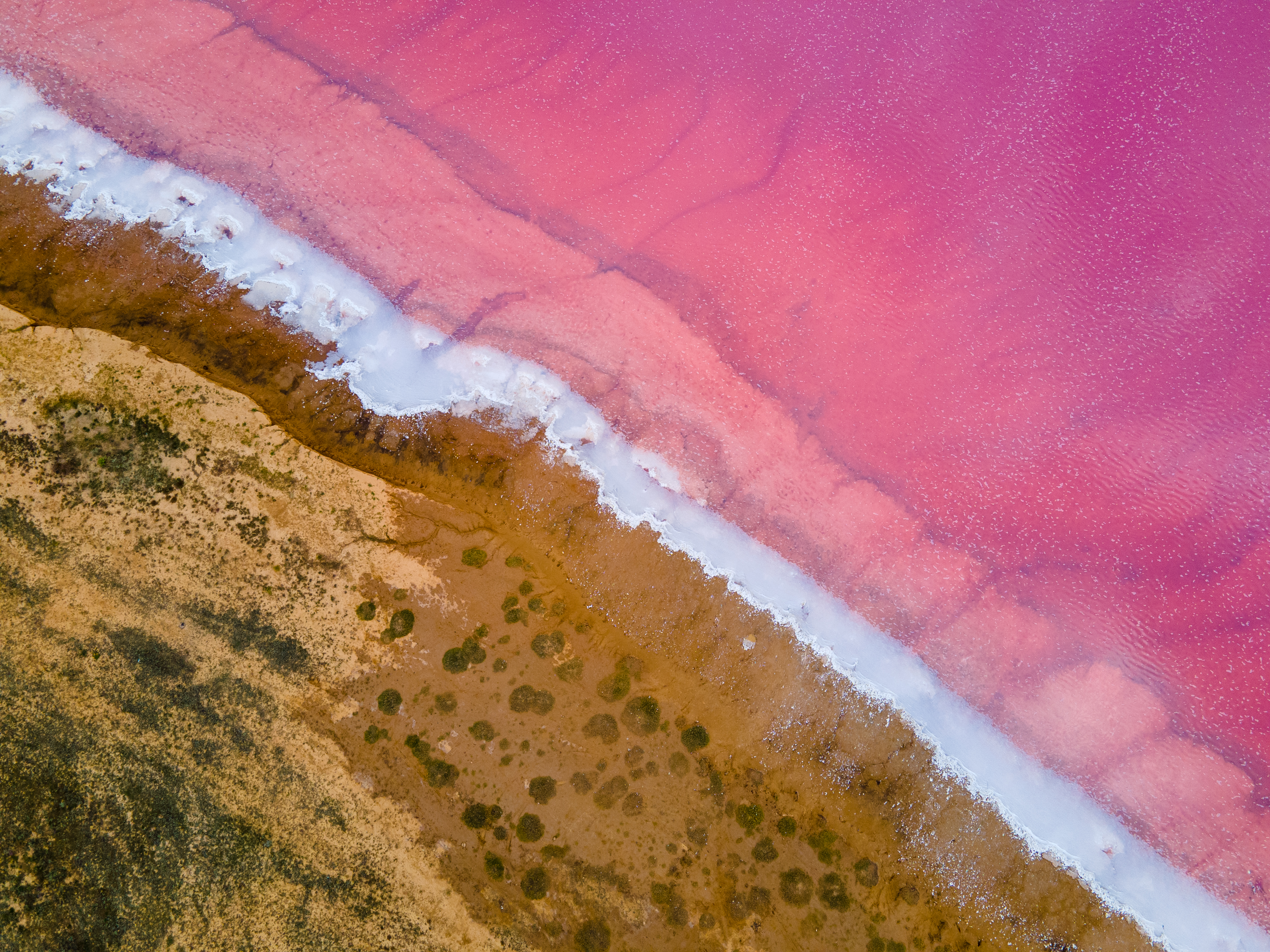
La acumulación de esta especie en las aguas saladas del mar de Sivash le dan un aspecto rojizo peculiar.

- Datos: Q2441328
- Multimedia: Dunaliella salina / Q2441328
- Especies: Dunaliella salina